# Carabodes ecuadoriensis
Carabodes ecuadoriensis är en kvalsterart som beskrevs av P. Balogh 1988. Carabodes ecuadoriensis ingår i släktet Carabodes och familjen Carabodidae. Inga underarter finns listade.